# Befreiung von Kalamata
1821

Walachischer Aufstand – Kalamata – Navarino – Patras – Salona – Livadeia – Lalas – Samothraki – Monemvasia – Alamana – Valtetsi – Doliana – 1. Akropolis – Gravia – Drăgășani – Grana – Vasilika (Thessaloniki) – Sculeni – Vasilika (Fthiotida) – Tripoli
1822–1824

Akrokorinth – Chalandritsa – Chios – Naoussa – Chios – Peta – Kompoti – Dervenakia – Agionori – Nauplia – 1. Missolonghi – Karpenisi – 2. Missolonghi – Kasos – Psara – Samos – Gerontas
Griechische Bürgerkriege 1823–1825
Ägyptische Intervention

Kremmydi – Andros – Sphacteria – Maniaki – Myloi – Alexandria – Kakosalesi – Kleisova – 3. Missolonghi – Kastraki – Mani – Varnakova – 2. Akropolis – Arachova – Kamatero – Phaleron
Intervention der Großmächte

Volos – Itea – Mega Spilaio – Navarino – Morea-Expedition – Chios-Expedition – Mortino – Koronisia – Petra
Seeschlachten sind in kursiv

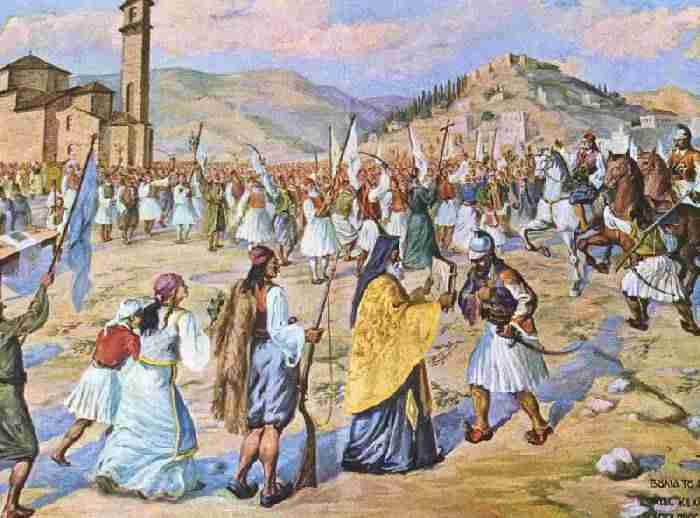
Die Befreiung von Kalamata

Die Befreiung von Kalamata war der Auftakt zum Griechischen Unabhängigkeitskrieg gegen die Osmanen. Sie fand am 23. März 1821 friedlich statt.

## Die Befreiung der Stadt
Der Griechische Unabhängigkeitskrieg begann tatsächlich einige Tage früher als seine offizielle Erklärung mit der Befreiung von Kalamata am 23. März 1821. Der Aufstand in Mani hatte Anfang März begonnen, als Manioten und andere Rebellen aus Morea (Peloponnes) zu den Waffen griffen. Theodoros Kolokotronis war in Kardamili, und die Filiki Eteria hatte Petros Mavromichalis überzeugt und seine Einwände, dass die Revolution unzeitgemäß sei,  überwunden. Mitte März traf ein Schiff mit Munition, das von der Filiki Eteria aus Smyrna zur Unterstützung des Griechischen Unabhängigkeitskampfes geschickt worden war, im Hafen von Almyro, kurz vor Kalamata, ein. Nikitaras und Anagnostaras brachten zusammen mit ihren Männern die wertvolle Fracht an einen sicheren Ort.
Die osmanischen Behörden Kalamatas erfuhren von der Ankunft einer Fracht und fragten die Führung der Stadt, was sich darin befinde und warum sie von bewaffneten Männern begleitet werde. Die Antwort lautete, dass es sich um Olivenöl handele und die Männer, die es begleiteten, Dorfbewohner seien, die aus Angst vor Räubern bewaffnet seien. Der Agha von Kalamata, Suleiman Aga Arnaoutoglou, rief die türkische Bevölkerung auf, sich auf die Abreise vorzubereiten, und bat auch um die Hilfe von Petros Mavromichalis, der zu dieser Zeit der Bey der Gegend war. Die Türken, die die drohende Gefahr erkannten, brachten ihre Familien ab Mitte März in die Burgen der Region. Der Stadtkommandant Kalamatas, Suleiman Aga Arnaoutoglou, lud die Elite der Stadt ein, um sie über seine Besorgnis zu informieren. Diese konnten ihn überzeugen, dass die 150 türkischen Wachen der Stadt nicht ausreichten, um Kalamata vor gefährlichen Banditen zu schützen, und dass sie Verstärkung durch die Manioten benötigten. Um Arnaoutoglou weiter zu beruhigen, übergaben einige Eliten ihre Kinder als Geiseln. Dies war eine Falle, da Mavromichalis bereits eine Allianz mit den anderen Griechen geschmiedet hatte.
Die revolutionäre Bewegung von 1821 auf der Peloponnes begann am 17. März in Mani mit einem Gottesdienst und der Enthüllung der ersten revolutionären Flagge. Als die Nachricht verbreitet wurde, strömten Kämpfer aus verschiedenen Regionen in den Süden der Peloponnes. Der Priester des Dorfes schwor daraufhin, die Revolution zu unterstützen, und segnete die Waffen der Kapitäne und ihrer Männer in der Kirche Taxiarchon. So kam es, dass die aufsässigen Manioten die Revolution acht Tage vor ihrem formellen Beginn begannen. Unmittelbar danach machte sich der spätere Ministerpräsident Kyriakoulis Mavromichalis auf den Weg nach Mistras und Monemvasia, und Petrobey Mavromichalis bewegte sich zusammen mit Theodoros Kolokotronis und 2000 Mann in Richtung Kalamata. Inzwischen wurde am anderen Ende von Morias mit der Belagerung von Kalavryta am 21. März die erste revolutionäre Aktion des Unabhängigkeitskrieges markiert.

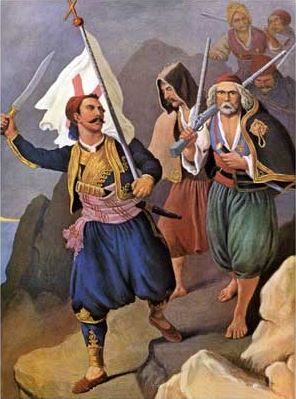
Petros Mavromichalis, ein Anführer der Manioten, erklärt die Revolution in Messenien bei der Befreiung von Kalamata. Lithografie von Peter von Hess, München 1852.

Zu diesem Zeitpunkt war sich nur der Kommandant Arnaoutoglou der Situation bewusst, aber da er in der Stadt eingeschlossen war, konnte er nicht mehr nach Tripolitsa fliehen. Deshalb entschied er sich, die Türken in den Häusern der Stadt zu versammeln, die zur Verteidigung geeignet waren. Doch dieser Versuch war angesichts des Einmarschs der Revolutionäre am 23. März in Kalamata zum Scheitern verurteilt. Elias Mavromichalis riet Arnaoutoglou, seine Pläne aufzugeben und sich zu ergeben, da Widerstand aussichtslos sei. So übergab der türkische Kommandant noch am selben Tag die Stadt und die Waffen seiner Garnison gemäß einem schriftlichen Abkommen.
Am Nachmittag des 23. März 1821 versammelten sich die Einwohner von Kalamata vor der Kirche der Heiligen Apostel am Fluss Nedontas, um den ersten Gottesdienst als von den Osmanen freies Volk zu erleben. Anwesend waren führende Persönlichkeiten des Unabhängigkeitskampfes, wie Theodoros Kolokotronis, Anagnostaras, Nikitaras, Papaflessas und Petros Mavromichalis, sowie etwa 2000 Kämpfer aus Mani. Dies markierte den Beginn der Griechischen Revolution.

## Sonstiges
Es existiert ein Online-Bildungsspiel mit dem Titel (auf Griechisch) „Einladung zum Abendessen mit den Helden der Revolution“, das sich speziell an jüngere Besucher der Website des Projekts richtet. Dieses interaktive Spiel bietet auf unterhaltsame Weise Informationen über Ernährungsgewohnheiten, verfügbare Lebensmittelzutaten, Kochbräuche, alles verbunden mit historischen Orten rund um die Stadt Kalamata und in der Region Mani. Das Spiel hebt auch die heroischen Figuren des griechischen Unabhängigkeitskampfes hervor, wie Kolokotronis, Nikitaras, Papaflessas und Petrobeis Mavromichalis, die für ihre Rolle bei der Befreiung der Stadt Kalamata am 23. März 1821 weithin bekannt sind.